# Train of Thought
A Train of Thought az amerikai progresszív metal együttes Dream Theater 2003-ban megjelent hetedik stúdióalbuma, amely a mai napig a zenekar legkeményebb, legmetalosabb lemeze. A szokásoktól eltérően a Train of Thought kevesebb, mint két éven belül követte az előző stúdióalbumot.
Az album a korábbiaknál egy sötétebb, súlyosabb Dream Theatert mutatott, de ennek ellenére a dalokból továbbra sem hiányzott a rájuk jellemző epikusság és progresszív megközelítés. A folytonosság jelzésére a lemeznyitó "As I Am" rövid intróként az előző albumot lezáró billentyűs/nagyzenekari témával lép be. A "This Dying Soul" a Six Degrees of Inner Turbulence (2002) album "The Glass Prison" című dalának folytatása, amely Mike Portnoy dobos alkoholizmushoz fűződő viszonyát dolgozza fel. Az ún. "12-lépéses szvit" (Twelve-step Suite) a következő három albumon újabb részekkel bővült.
A 11 perces "Stream of Consciousness" a Dream Theater leghosszabb instrumentális stúdiófelvétele. Az album legrövidebb és egyben legcsendesebb száma a "Vacant", amelyben mindössze zongora, basszus és cselló kíséri James LaBrie énekét. Ez a dal abból a szempontból is kivétel, hogy szerzői John Myung basszusgitáros és Jordan Rudess billentyűs voltak, míg a többi számot a zenekar tagjai mind együtt, közösen írták.
A kritikusok jól fogadták az albumot, de a rajongótábort megosztotta a keményebb hangvételű anyag. A Billboard 200-as listáján az Amerikai Egyesült Államokban az 53. helyig jutott a Train of Thought.

## Az album dalai
1. "As I Am" – 7:47
2. "This Dying Soul" – 11:28
3. "Endless Sacrifice" – 11:23
4. "Honor Thy Father" – 10:14
5. "Vacant" – 2:58
6. "Stream of Consciousness" – 11:16
7. "In the Name of God" – 14:16

## Közreműködők
- James LaBrie – ének
- John Petrucci – gitár
- John Myung – basszusgitár
- Mike Portnoy – dobok
- Jordan Rudess – billentyűs hangszerek
- Eugene Frisen – cselló a "Vacant" dalban

## Külső hivatkozások
- Dream Theater hivatalos oldal
- Encyclopaedia Metallum – Dream Theater: Train of Thought
- Train of Thought dalszövegek
- Dream Theater a Billboard listáján